# 三昧耶形
三昧耶形（さんまやぎょう/さまやぎょう）とは、密教に於いて、仏を表す象徴物の事。三形（さんぎょう）とも略称する。
ちなみに三昧耶とはサンスクリットで「約束」、「契約」などを意味するサマヤ(samaya)から転じた言葉で、どの仏をどの象徴物で表すかが経典によって予め「取り決められている」事に由来する。
伝統的には如来や菩薩などの仏の本誓、即ち衆生を救済するために起こした誓願を示したものと定義されている。
多くの場合、各仏の持物がそのままその仏を象徴する三昧耶形となる。
例えば不動明王なら利剣（倶利伽羅剣）、聖観音なら蓮華、虚空蔵菩薩なら如意宝珠など。
また、通常持物を持たない如来の場合は特別の象徴物が三昧耶形とされる場合もあるが(大日如来が宝塔など)、印相を以て三昧耶形とする場合もある。
曼荼羅などの仏画では、仏の絵姿の代わりに三昧耶形で描く事も多い。よく知られている例としては、金剛界曼荼羅の三昧耶会と降三世三昧耶会がある。